# Fifi D'Orsay
Pour les articles homonymes, voir D'Orsay.
Fifi D'Orsay, née dans la province de Québec le 16 avril 1904 et morte le 2 décembre 1983, est une actrice canadienne.

## Biographie
Fifi D'Orsay est née Marie-Rose Angelina Yvonne Lussier à Montréal au Québec. Lorsqu’elle était une jeune fille, elle était remplie du désir de devenir une actrice, elle partit à New York. Là, elle trouva du travail dans « The Greenwich Village Follies » (les folies du village de Greenwich) après une audition dans laquelle elle chanta la chanson « Yes! We Have No Bananas » (« Oui! Nous n’avons pas de bananes »). Dans un éclair de créativité, elle dit au directeur du cabaret qu'elle était de Paris en France où elle avait travaillé aux Folies Bergère. Le directeur, impressionné par son audition, l’embaucha en l'affichant en tant que « Mademoiselle Fifi ».
Tout en travaillant dans le spectacle, elle s’impliqua avec Ed Gallagher, un acteur vétéran, qui la joignit pour monter ensemble un théâtre de vaudeville. Après avoir travaillé avec Gallagher et d'autres dans le music-hall pendant quelques années, elle se dirigea vers l'Ouest pour aller à Hollywood en Californie. Là, elle ajouta le nom parisien « D'Orsay » à « Fifi » et commença une carrière dans le cinéma, jouant souvent dans des rôles de fille française légère du « Gay Paris ».
Bien qu’elle ne fût jamais une très grande vedette, elle tourna au côté de personnes comme Bing Crosby et Buster Crabbe. Pendant des années, elle continua alternativement à faire des apparitions dans des films et à se produire régulièrement dans des théâtres de vaudeville; quand l’âge mit un terme aux rôles de charme, elle travailla à la télévision. À l'âge de soixante-sept ans, elle remonta sur scène dans Follies, une comédie musicale de Broadway récompensée par de nombreux Tony Awards.
Fifi D'Orsay mourut à Woodland Hills en Californie à l'âge de 79 ans et fut enterrée au cimetière de « Forest Lawn Memorial Park Cemetery » à Glendale en Californie.

### Filmographie partielle

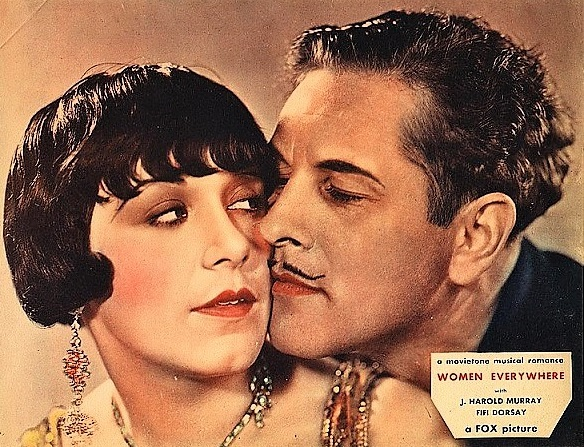
Fifi D'Orsay dans Le Beau Contrebandier (Women Everywhere).

- 1929 : Ils voulaient voir Paris (They Had to See Paris) de Frank Borzage : Fifi
- 1929 : Hot for Paris, de Raoul Walsh : Fifi Dupré
- 1930 : Le Beau Contrebandier (Women Everywhere) de Alexander Korda : Lili La Fleur
- 1930 : Those Three French Girls
- 1930 : On the Level
- 1931 : Prudence avec les femmes (Women of All Nations) de Raoul Walsh : Fifi
- 1931 : Les Bijoux volés (The Stolen Jools) de William C. McGann
- 1931 : Young as You Feel de Frank Borzage : Fleurette
- 1931 : Mr. Lemon of Orange
- 1932 : The Girl From Calgary
- 1933 : Au pays du rêve (Going Hollywood) de Raoul Walsh : Lili Yvonne
- 1933 : La Vie de Jimmy Dolan (The Life of Jimmy Dolan) de Archie Mayo : Budgie
- 1933 : They Just Had to Get Married
- 1934 : Wonder Bar de Lloyd Bacon et Busby Berkeley : Mitzi
- 1937 : Three Legionnaires
- 1943 : Submarine Base
- 1944 : Nabonga
- 1944 : Delinquent Daughters
- 1945 : Dixie Jamboree
- 1947 : Un gangster pas comme les autres (The Gangster) de Gordon Wiles
- 1964 : Wild And Wonderful
- 1964 : Madame Croque-maris (What a Way to Go!)
- 1965 : Gare à la peinture (The Art of Love)
- 1968 : Les tueurs sont lâchés (Assignment to Kill)

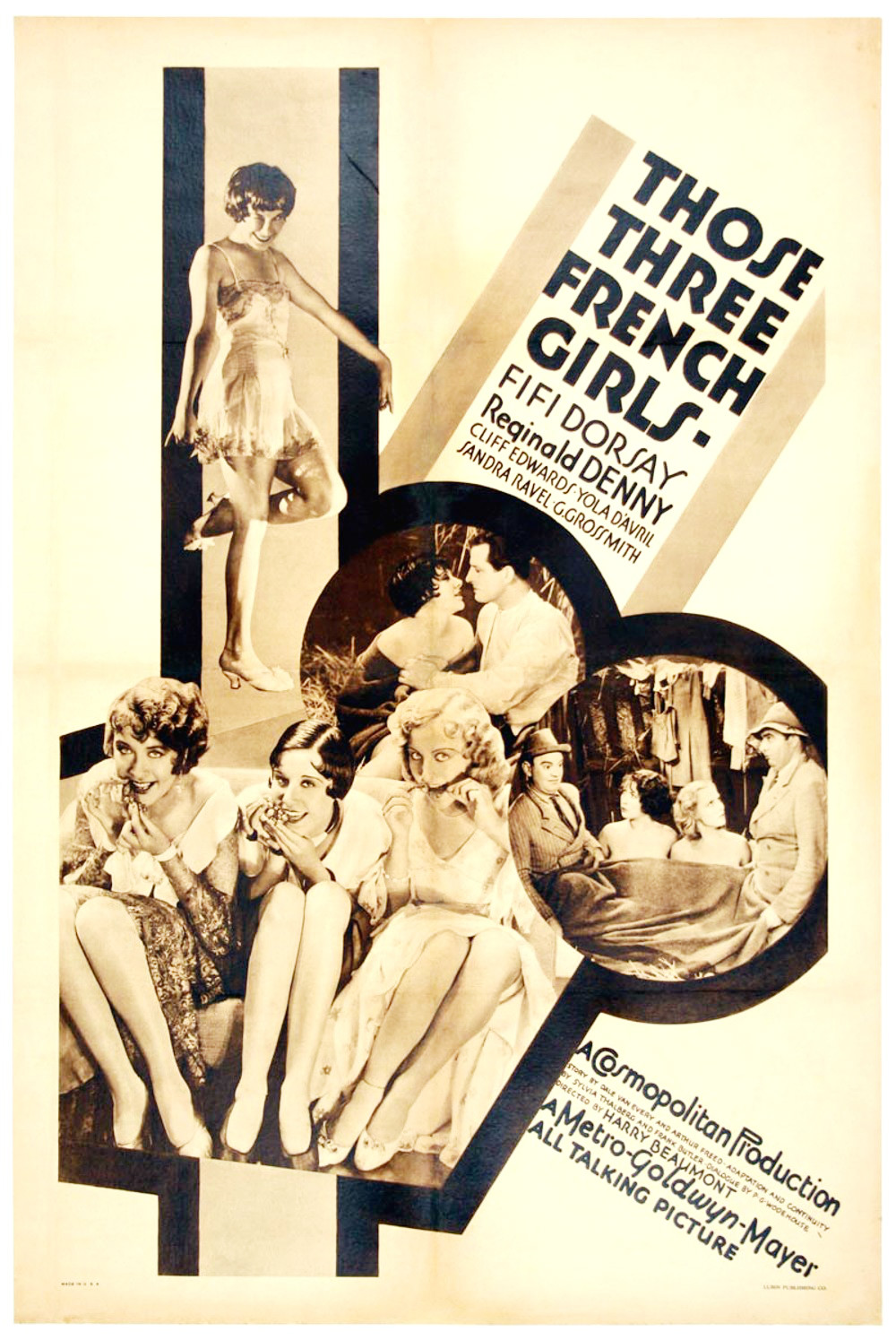
Those Three French Girls poster